# Indeland

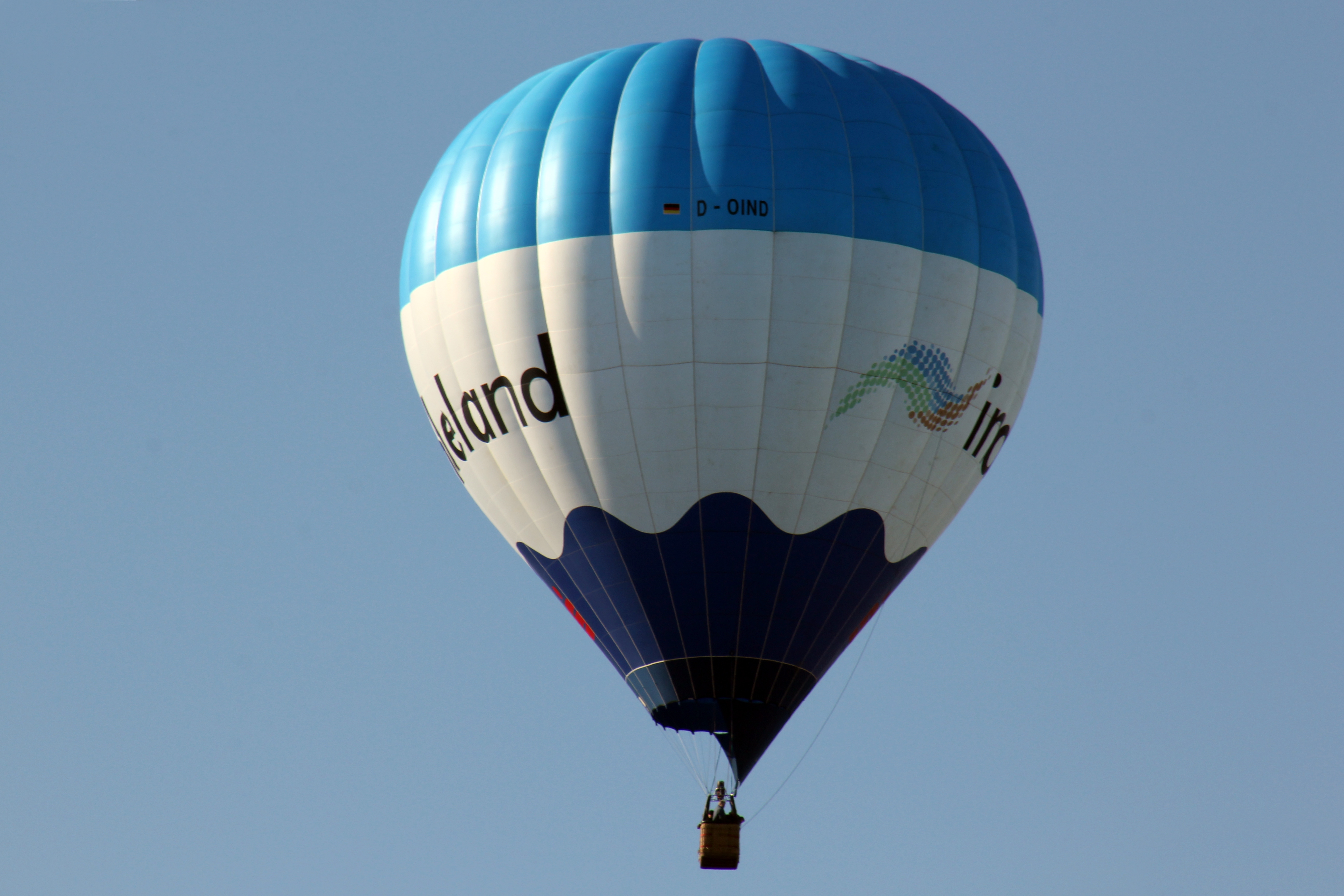
Heißluftballon mit Indeland-Motiv

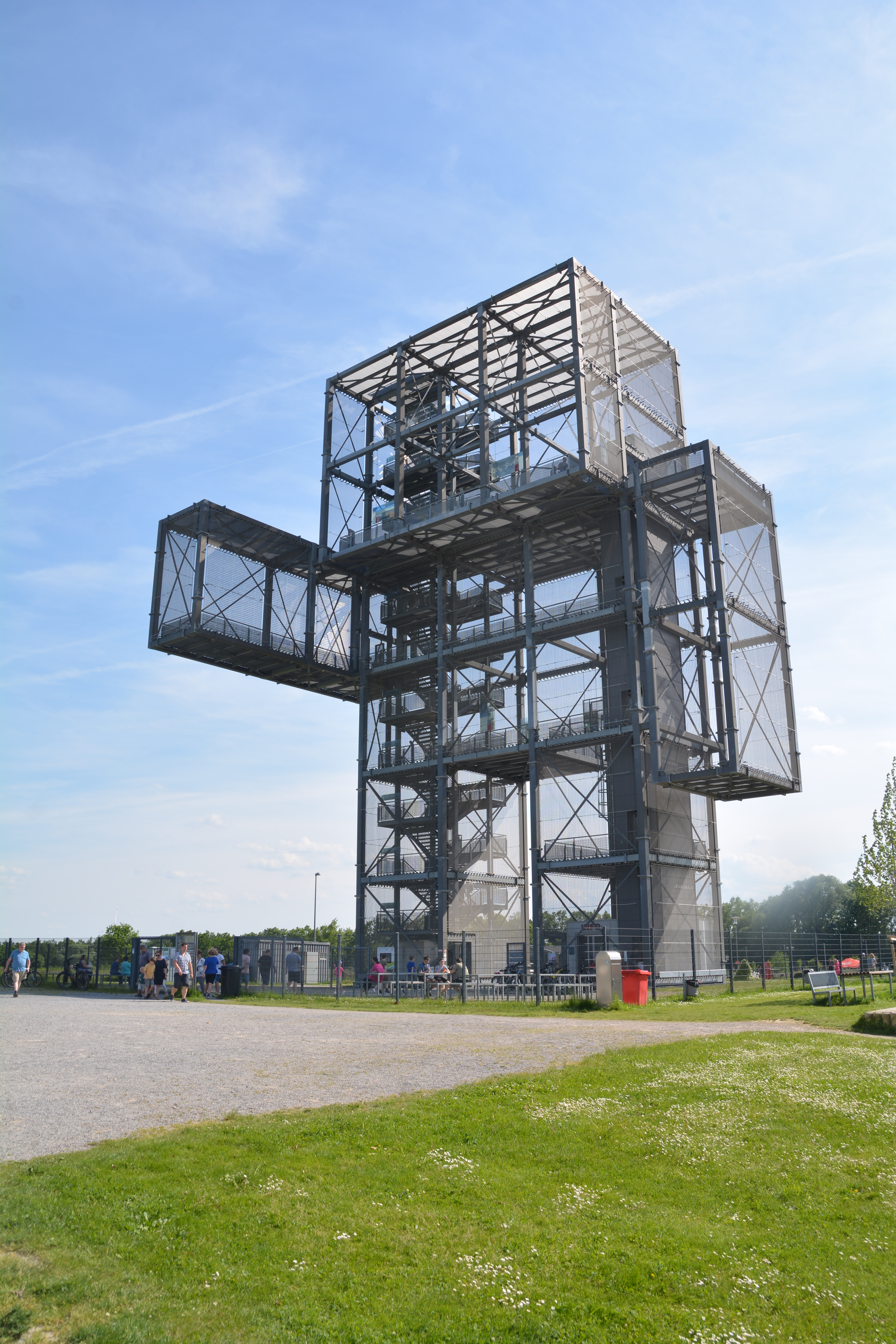
Indemann

Die Entwicklungsgesellschaft Indeland GmbH (Eigenschreibweise: indeland) ist ein interkommunales Regionalentwicklungsprojekt im Städtedreieck Düren – Eschweiler – Jülich in Nordrhein-Westfalen. Beteiligt sind die Städte Eschweiler, Jülich und Linnich, die Gemeinden Aldenhoven, Inden, Langerwehe und Niederzier sowie der Kreis Düren.
Initiiert wurde das Projekt Ende der 1990er-Jahre von der Aachener Stiftung Kathy Beys, als sie sich erstmals mit der Problematik rund um den Braunkohlentagebau Inden auseinandersetzte. Im Rahmen der EuRegionale 2008 wurden erste Ansätze für eine Masterplanung der Zeit nach der Beendigung des Bergbaus formuliert. Das Projekt hatte zudem eine landschaftliche Aufwertung der Region um den Blausteinsee, den Fluss Inde und den Tagebau Inden zum Ziel. Symbol des Indelandes ist der sogenannte Indemann, der bei Inden-Lucherberg aufgestellt worden ist und am 10. August 2009 erstmals bestiegen werden konnte.
Am 10. Januar 2007 traf sich der Aufsichtsrat der Entwicklungsgesellschaft indeland GmbH (EwiG) zur konstituierenden Sitzung. Neben den oben genannten Kommunen gehören dem Aufsichtsrat mit beratender Stimme Vertreter von RWE Power, der Sparkasse Düren und der Aachener Stiftung Kathy Beys an. RWE Power stellt der Entwicklungsgesellschaft über einen Zeitraum von 15 Jahren verteilt insgesamt rund zehn Millionen Euro zur Verfügung.
Den Startschuss für die Arbeit der Entwicklungsgesellschaft hatte der Kölner Regierungspräsident Hans Peter Lindlar vor Weihnachten 2006 abgegeben, als er Landrat Wolfgang Spelthahn einen Bewilligungsbescheid über rund 800.000 Euro aus Mitteln der Städtebauförderung des Landes Nordrhein-Westfalen überreichte. Der Arbeit der Entwicklungsgesellschaft indeland ging ein mehrjähriger Beratungs- und Planungsprozess voraus, an dem eine Vielzahl von regionalen Vertretern (bspw. Landwirtschaftskammer Rheinland, Orts- und Kreislandwirte, Kirchen, Bezirksregierung Köln, Stadt Düren u. a.) beteiligt waren.
Indeland engagiert sich im Sportmarketing. Die Tischtennis-Mannschaft des Bundesligisten TTC Jülich tritt seit der Saison 2007/08 unter dem Namen „TTC Indeland Jülich“ an und erhält etwa 40.000 Euro jährlich. Der Volleyball-Bundesligist evivo Düren wird ab 2007/08 drei Jahre lang mit einem jährlichen Betrag von etwa 20.000 Euro finanziell unterstützt. Das Sponsoring bezieht sich auch auf die Volleyball-Akademie zur Nachwuchsförderung.
Zwischen 2012 und 2024 war der SPD-Politiker Jens Bröker Geschäftsführer der Indeland. Sowohl die Besetzung als auch das Gehalt von 150.000 Euro sowie ein Beratervertrag nach Ausscheiden in Höhe von 85.000 Euro wurden kritisch betrachtet. Im Zuge einer Razzia am 17. April 2024 im Falle der sogenannten „Luxus-Schleuser-Affäre“ wurde Bröker als einer der Beschuldigten festgenommen und später als Geschäftsführer entlassen.
Der Windpark Indeland wurde 2017 errichtet.